# Giải vô địch bóng đá nữ U-20 châu Đại Dương 2015
Giải vô địch bóng đá nữ U-20 châu Đại Dương 2015  diễn ra tại Tonga từ 1 tháng 10 tới 10 tháng 10 năm 2015.
New Zealand là đội tuyển giành chiếc vé duy nhất dự Giải vô địch bóng đá nữ U-20 thế giới 2016 tại Papua New Guinea.

## Các đội tham dự
Có năm quốc gia Liên đoàn bóng đá châu Đại Dương cử đại diện tham dự giải.
- New Zealand
- Nouvelle-Calédonie
- Samoa
- Tonga (chủ nhà)
- Vanuatu

| Không tham dự                                                                          | Không tham dự |
| -------------------------------------------------------------------------------------- | ------------- |
| - Samoa thuộc Mỹ - Quần đảo Cook - Fiji - Papua New Guinea - Quần đảo Solomon - Tahiti |               |

## Kết quả
Giờ thi đấu là giờ địa phương (UTC+13:00).

| VT | Đội                | ST | T | H | B | BT | BB | HS  | Đ  | Giành quyền tham dự                        |
| -- | ------------------ | -- | - | - | - | -- | -- | --- | -- | ------------------------------------------ |
| 1  | New Zealand        | 4  | 4 | 0 | 0 | 69 | 0  | +69 | 12 | Giải vô địch bóng đá nữ U-20 thế giới 2016 |
| 2  | Samoa              | 4  | 1 | 2 | 1 | 12 | 18 | −6  | 5  |                                            |
| 3  | Vanuatu            | 4  | 1 | 2 | 1 | 9  | 23 | −14 | 5  |                                            |
| 4  | Nouvelle-Calédonie | 4  | 1 | 0 | 3 | 5  | 38 | −33 | 3  |                                            |
| 5  | Tonga (H)          | 4  | 0 | 2 | 2 | 7  | 23 | −16 | 2  |                                            |

| Tonga | 0–15     | New Zealand |
| ----- | -------- | --- |
|       | Chi tiết | Rolston 19', 48', 69' · Pereira 30', 45+1', 64' · Coombes 32', 34', 44' · Cleverley 41', 75', 90+1' · Robertson 62' · Jale 78', 82' |

| Vanuatu                                           | 4–0      | Nouvelle-Calédonie |
| ------------------------------------------------- | -------- | ------------------ |
| Melteviel 53' · Batick 72' · Anis 77' · Senis 89' | Chi tiết |                    |

| New Zealand | 26–0     | Nouvelle-Calédonie |
| --- | -------- | ------------------ |
| Rolston 2', 3', 5', 11', 14' · 20' (ph.đ.), 22', 27', 28', 32', 45+6' · Satchell 8', 25', 49' · Pereira 15', 37', 50', 77', 82', 90+3' · Jale 34', 38', 64' · Parris 56' · Robertson 72' · Richards 79' | Chi tiết |                    |

| Tonga                  | 3–3      | Samoa                                         |
| ---------------------- | -------- | --------------------------------------------- |
| Tongia 39', 56', 90+2' | Chi tiết | Mad. Ah Ki 60' · Faasavalu 75' · Daniells 87' |

| Nouvelle-Calédonie       | 2–6      | Samoa                                                      |
| ------------------------ | -------- | ---------------------------------------------------------- |
| Tchacko 12' · Oniary 82' | Chi tiết | Moaata 5' · Fiso 8', 23', 51' · Daniells 40' · Nielsen 76' |

| New Zealand | 18–0     | Vanuatu |
| --- | -------- | ------- |
| Pereira 5', 15', 18', 22', 63', 77' · Rolston 8', 10', 40', 43' · 57', 65', 81', 82', 84' · Robertson 13', 45' · Cleverley 26' | Chi tiết |         |

| Samoa                                | 3–3      | Vanuatu                         |
| ------------------------------------ | -------- | ------------------------------- |
| Daniells 48', 90+6' · Mad. Ah Ki 54' | Chi tiết | Melteviel 6', 66' · Charley 22' |

| Nouvelle-Calédonie                     | 3–2      | Tonga            |
| -------------------------------------- | -------- | ---------------- |
| Nyipie 24' · Tchacko 64' · I. Hace 83' | Chi tiết | Laakulu 67', 89' |

| Vanuatu                     | 2–2      | Tonga                   |
| --------------------------- | -------- | ----------------------- |
| Charley 23' · Melteviel 89' | Chi tiết | Laakulu 79' · Akolo 86' |

| Samoa | 0–10     | New Zealand                                                                                              |
| ----- | -------- | --- |
|       | Chi tiết | Cleverley 18' · Rolston 40', 45+1' · Pereira 46' · Coombes 53' · Main 55', 58', 58', 74' · Robertson 80' |

## Cầu thủ ghi bàn
25 bàn
- Emma Rolston

16 bàn
- Jasmine Pereira

5 bàn
- Daisy Cleverley
- Grace Jale
- Michaela Robertson

4 bàn
- Isabella Coombes
- Emma Main
- Matalena Daniells
- Monica Melteviel

3 bàn
- Paige Satchell
- Shalom Fiso
- Ofaloto Laakulu
- Malia Tongia

2 bàn
- Marie-Luce Tchacko
- Madeleen Ah Ki
- Priscilla Charley

1 bàn
- Jade Parris
- Isabella Richards
- Isabelle Hace
- Lyndsay Nyipie
- Marlory Oniary
- Matalena Faasavalu
- Vaaipu Moaata
- Marcella Nielsen
- Mele Akolo
- Brenda Anis
- Rina Batick
- Clemontine Senis